# L'Impossible Retour
L'Impossible Retour est un roman autobiographique d'Amélie Nothomb publié en 2024 chez Albin Michel.

## Résumé
Amélie Nothomb accepte de retourner au Japon en 2023 après plus de dix ans d'absence pour accompagner une amie photographe. 

## Réception
Si pour La Libre Belgique, le roman d'Amélie Nothomb est « un très bon cru, un retour au Japon plein de nostalgie », d'autres critiques auraient aimé y trouver plus de profondeur et de substance, comme L'Avenir qui compare la lecture du roman à « un avion qui passerait très haut au-dessus du Japon ».